# 李鸞 (嘉靖進士)
李鸞（1501年—？），字鳴國，廣東廣州府番禺縣民籍，江西大庾縣人，明朝政治人物。

## 生平
廣東鄉試第四十二名舉人。嘉靖二十年（1541年）中式辛丑科會試第六十六名，登第三甲第一百四十五名進士。

## 家族
曾祖李源；祖父李棠；父李賢，母羅氏。具庆下。